# Corrupção na Venezuela
Corrupção na Venezuela permeia todos os aspectos da política, dos negócios, da aplicação da lei e de outros setores. A descoberta de petróleo na Venezuela no início do século XX agravou a corrupção política. Sob os regimes de Chávez e Maduro, a corrupção atingiu níveis sem precedentes, sendo considerada entre as piores globalmente. Os altos níveis de corrupção e má gestão no país resultaram em graves dificuldades econômicas, desempenhando um papel importante na crise na Venezuela. Uma pesquisa da Gallup de 2014 constatou que 75% dos venezuelanos acreditavam que a corrupção estava disseminada em todo o governo venezuelano. O descontentamento com a corrupção foi citado pelos manifestantes como uma das razões para os protestos de 2014 e os protestos venezuelanos de 2017.
De acordo com o Transparency International no Índice de Percepção de Corrupção de 2024, a Venezuela obteve 10 em uma escala de 0 ("altamente corrupto") a 100 ("muito limpo"). Quando classificada pelo escore, a Venezuela ficou na 178ª posição entre os 180 países do Índice, onde o país em primeiro lugar é percebido como tendo o setor público mais honesto. Para comparação com os escores mundiais, o melhor escore foi 90 (classificado em 1º lugar), o escore médio foi 43, e o pior escore foi 8 (classificado em 180º). Para comparação com os escores regionais, o maior escore entre os países das Américas foi 75, o escore médio foi 42 e o menor escore foi o da Venezuela, 10.
Em 2023, a Transparencia Venezuela anunciou que o montante de dinheiro em processos judiciais de 26 países diferentes investigando a corrupção chavista totalizava pelo menos US$ 70 bilhões.

## História
A história da Venezuela tem sido marcada por uma "presença persistente e intensa de corrupção", de acordo com o Cato Institute. Em 1991, a autora Ruth Capriles escreveu A história da corrupção na Venezuela é a história da nossa democracia, retratando as muitas ocorrências de corrupção no país. Em 1997, Pro Calidad de Vida, uma ONG venezuelana, alegou que cerca de US$ 100 bilhões provenientes da receita do petróleo haviam sido mal utilizados nos 25 anos anteriores, de acordo com o Cato Institute.

### Simón Bolívar (1813–1830)
Durante a Guerra da Independência da Venezuela em 1813, Simón Bolívar emitiu um decreto que qualquer corrupção seria punida com a morte, de acordo com o Cato Institute. Os autores Beddow e Thibodeaux afirmaram que Karl Marx chamou Bolívar de "[f]alsificador, desertor, conspirador, mentiroso, covarde e saqueador". Marx descartou Bolívar como um "falso libertador que apenas buscava preservar o poder da antiga nobreza crioula à qual pertencia". Segundo Marx, após Bolívar chegar a Caracas em 1813, a "ditadura logo se revelou uma anarquia militar, deixando os assuntos mais importantes nas mãos de favorecidos, que desperdiçaram as finanças do país e, então, recorreram a meios odiosos para restaurá-las". Em 1º de janeiro de 1814, uma assembleia se reuniu e "uma junta dos habitantes mais influentes de Caracas" reuniu-se sob a liderança de Bolívar, nomeando-o legalmente ditador. Três anos depois, Bolívar, que tinha um relacionamento conturbado com o General Manuel Piar, supostamente criou um plano para se livrar de Piar que envolvia falsas acusações de que Piar "havia conspirado contra os brancos, planejado contra a vida de Bolívar e aspirado ao poder supremo", o que acabou resultando na execução de Piar em 16 de outubro de 1817.
Durante sua presidência na década de 1820, Bolívar emitiu dois decretos afirmando que a corrupção era "a violação do interesse público" e reforçou seu edito afirmando que tais ações seriam puníveis com a morte, de acordo com o Cato Institute. No entanto, sob o governo de Bolívar, foram dadas ordens para saque de cidades, com ornamentos de igrejas sendo roubados para financiar suas forças militares. Em 1826, o Congresso da Gran Colômbia, que era submisso a Bolívar e vinha sofrendo com problemas financeiros, concedeu a Bolívar mais de 1 milhão de pesos, enquanto outros funcionários recorreram à apropriação e expropriação de recursos públicos. Marx afirmou que a instigação por parte de Bolívar de múltiplas situações armadas para manter o poder e seu desejo de "erguer toda a América do Sul em uma única república federativa, com ele mesmo como ditador" eventualmente levaram à sua queda.

### Antonio Guzmán Blanco e Joaquín Crespo (1870–1899)

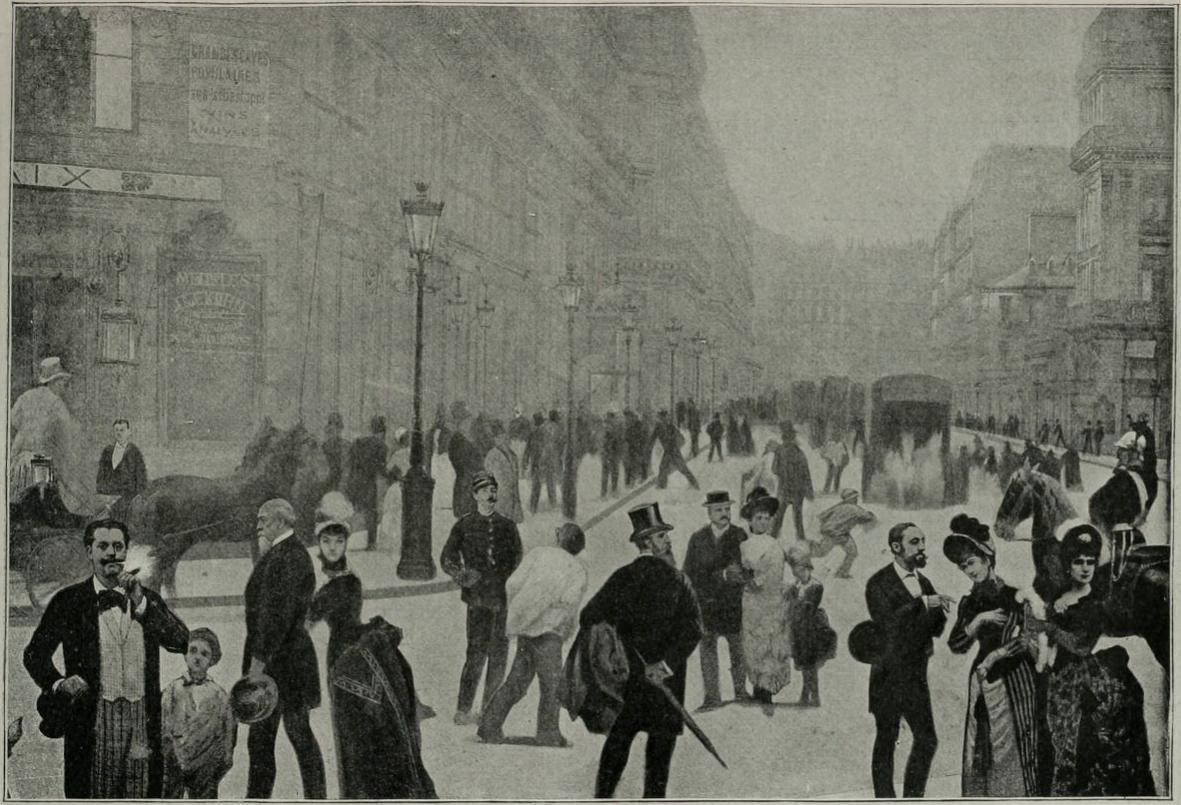
Uma imagem de 1889 de Guzmán em Paris, França. Ele está em primeiro plano, o terceiro da esquerda.

Antonio Guzmán Blanco liderou um governo venezuelano relativamente estável que supostamente estava repleto de corrupção. Ele procurou transformar a Venezuela de um "país atrasado e selvagem" para um mais próspero, admirando os Estados Unidos e especialmente a França. Supostamente, Guzmán roubou dinheiro do tesouro, abusou de seu poder e, após um desentendimento com um bispo, expulsou qualquer clérigo que discordasse dele e confiscou propriedades pertencentes à Igreja Católica. Ao enfrentar uma forte desaprovação durante sua administração, Guzmán Blanco ordenou que o corpo de Simón Bolívar fosse exumado e reenterrado no Panteão Nacional da Venezuela para criar uma ilusão de apoio aos ideais de Bolívar, apesar das visões drasticamente opostas dos dois homens.
Em 1884, Guzmán nomeou Joaquín Crespo como seu sucessor e para servir sob seu comando. Crespo era renomado por estabelecer o "anel de ferro" ao fazer conexões com autoridades antes do fim de seu primeiro mandato em 1886. Ele colocou seus aliados em cadeiras do congresso para ajudar a garantir sua reeleição, o que irritou Guzmán. Em seguida, ocorreu uma luta pelo poder entre os dois, enfraquecendo a política venezuelana em seu rastro. Após uma rebelião iniciada contra Crespo por José Manuel Hernández em março de 1898, Crespo liderou tropas para reprimir os rebeldes, mas foi morto por um tiro acidental.
Perto do fim de sua vida, Guzmán tentou governar a Venezuela a partir da Europa até sua morte em Paris em 28 de julho de 1899, deixando um vácuo político devido à perda dos dois líderes pouco mais de um ano depois.

### Cipriano Castro (1899–1908)
Cipriano Castro serviu como governador de Táchira até ser deposto e exilado para a Colômbia em 1892. Ele então acumulou considerável riqueza através do comércio ilegal de gado e contratou um exército particular com o qual pretendia marchar sobre Caracas. Após um golpe bem-sucedido em 1899, sua ditadura foi um dos períodos mais corruptos na história da Venezuela. Uma vez no poder, Castro começou a saquear o tesouro e modificar a constituição para conveniência de sua administração. Ele mandou assassinar ou exilar opositores políticos, viveu de forma extravagante e desmantelou a diplomacia com países estrangeiros. Ele provocou inúmeras ações estrangeiras, incluindo bloqueios e bombardeios por navios britânicos, alemães e italianos, buscando fazer valer as reivindicações de seus cidadãos contra o governo de Castro. O Secretário de Estado dos EUA, Elihu Root, chamou Castro de "bruto louco", enquanto o historiador Edwin Lieuwen o rotulou como "provavelmente o pior dos muitos ditadores da Venezuela".

### Juan Vicente Gómez (1908–1935)
De 1908 a 1935, o ditador Juan Vicente Gómez exerceu o poder, com seus atos de corrupção sendo cometidos apenas com "colaboradores imediatos", de acordo com o Cato Institute. Quando morreu, ele era de longe o homem mais rico do país. Ele fez pouco pela educação pública e desprezou os princípios democráticos básicos. Sua suposta repressão implacável aos opositores por meio de sua polícia secreta lhe rendeu a reputação de tirano. Ele também foi acusado por opositores de tentar transformar o país em um feudo pessoal.

### Marcos Pérez Jiménez (1952–1958)

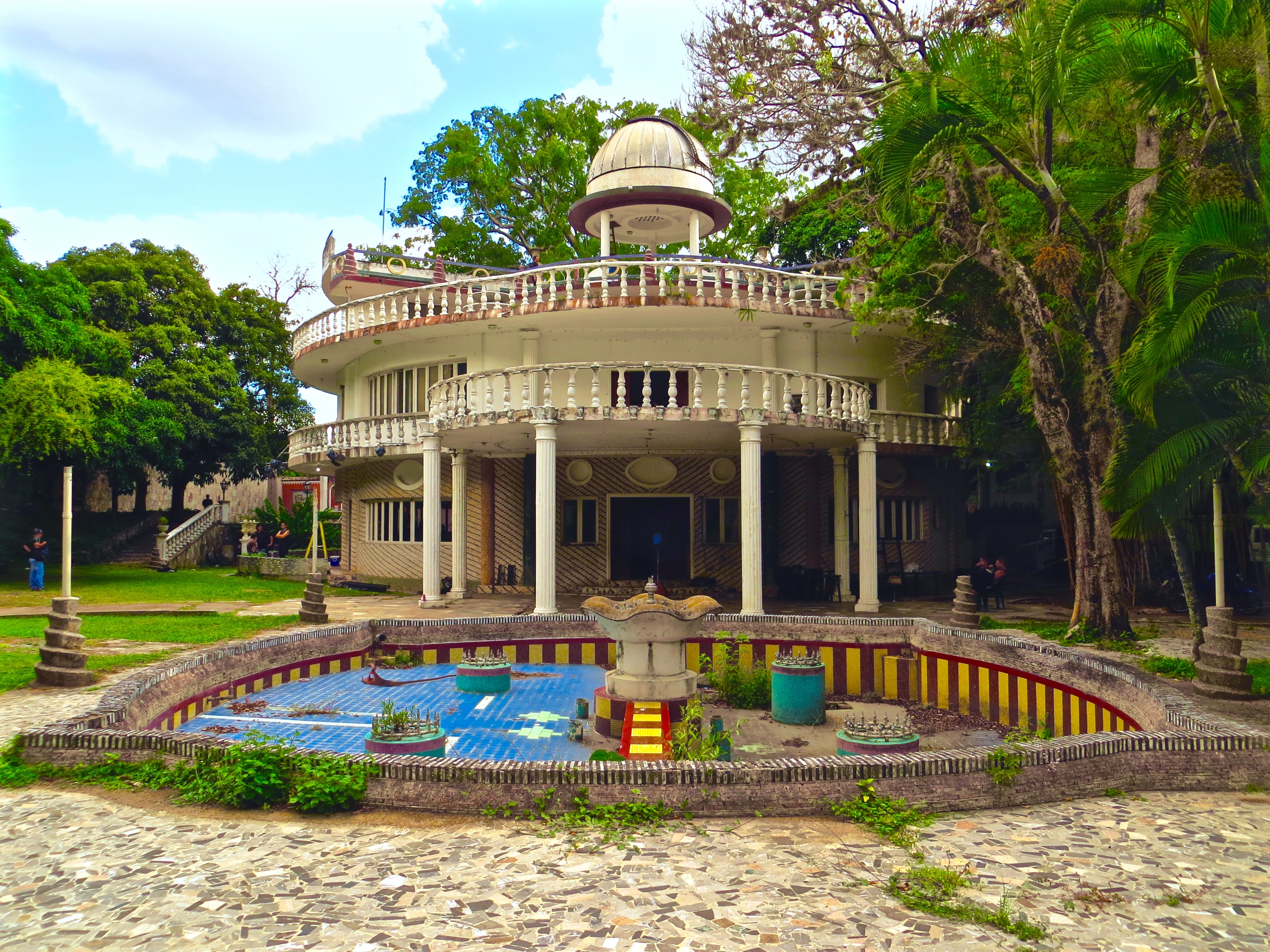
Uma casa de Marcos Pérez Jiménez que contava com fontes, piscina, elevador, um observatório e túneis.

Marcos Pérez Jiménez tomou o poder por meio de um golpe em 1952 e se declarou presidente provisório até ser formalmente eleito em 1953. A Segurança Nacional do governo (polícia secreta) foi extremamente repressiva contra os críticos do regime e perseguiu e prendeu impiedosamente aqueles que se opunham à ditadura. Em 1957, durante o período de reeleição, os eleitores tiveram apenas a opção de votar "sim" ou "não" para mais um mandato para Jiménez. Pérez Jiménez venceu por uma ampla margem, embora por inúmeros relatos a contagem tenha sido flagrantemente fraudulenta.
Em 23 de janeiro de 1958, um golpe de estado venezuelano de 1958 foi realizado contra Pérez Jiménez. Fugindo do Palácio de Miraflores, Pérez Jiménez foi para o Aeroporto La Carlota para buscar exílio na República Dominicana. Ao sair apressadamente da Venezuela, Pérez Jiménez deixou US$ 2 milhões em uma mala na pista do Aeroporto La Carlota.

### Democracia (1958–1999)
Durante o primeiro governo de Carlos Andrés Pérez de 1974 a 1979, a crise do petróleo de 1973 fez com que os lucros do petróleo atingissem níveis recordes. Seu governo aumentou substancialmente a dívida, nacionalizou a indústria do petróleo na PDVSA, bem como a indústria do ferro, criou novas empresas estatais, nacionalizou o banco central e substituiu seu conselho por membros do gabinete, eliminando assim a independência do banco. O resultado dessas políticas foi um sistema de patrimonialismo e aumento da corrupção governamental. Em 1980, o Congresso Venezuelano considerou Carlos Andrés politicamente responsável pelo superfaturamento na compra do navio Sierra Nevada, mas o absolveu de responsabilidade administrativa e moral.
Durante a presidência de Jaime Lusinchi, US$ 36 bilhões foram mal utilizados pelo programa de câmbio RECADI, de acordo com o Cato Institute. Mandados de prisão foram emitidos contra cinco empresários por importações fraudulentas na Venezuela como parte do programa de câmbio, dos quais o empresário chinês Ho Fuk Wing foi preso por três anos antes de ser condenado e detido por mais quatro meses.
Em 20 de março de 1993, o Procurador-Geral  es iniciou uma ação contra o Presidente Pérez pelo desvio de 250 milhões de bolívares pertencentes a um fundo discricionário presidencial, ou partida secreta. A questão havia sido inicialmente trazida à atenção pública em novembro de 1992 pelo jornalista José Vicente Rangel. Pérez e seus apoiadores afirmam que o dinheiro foi utilizado para apoiar o processo eleitoral na Nicarágua. Em 20 de maio de 1993, o Tribunal Supremo de Justiça considerou a acusação válida, e no dia seguinte o Senado votou para retirar a imunidade de Pérez. Pérez recusou-se a renunciar, mas após os máximos 90 dias de licença temporária disponíveis ao Presidente sob o Artigo 188 da constituição de 1961, o Congresso Nacional destituiu Pérez do cargo permanentemente em 31 de agosto.

## Revolução Bolivariana

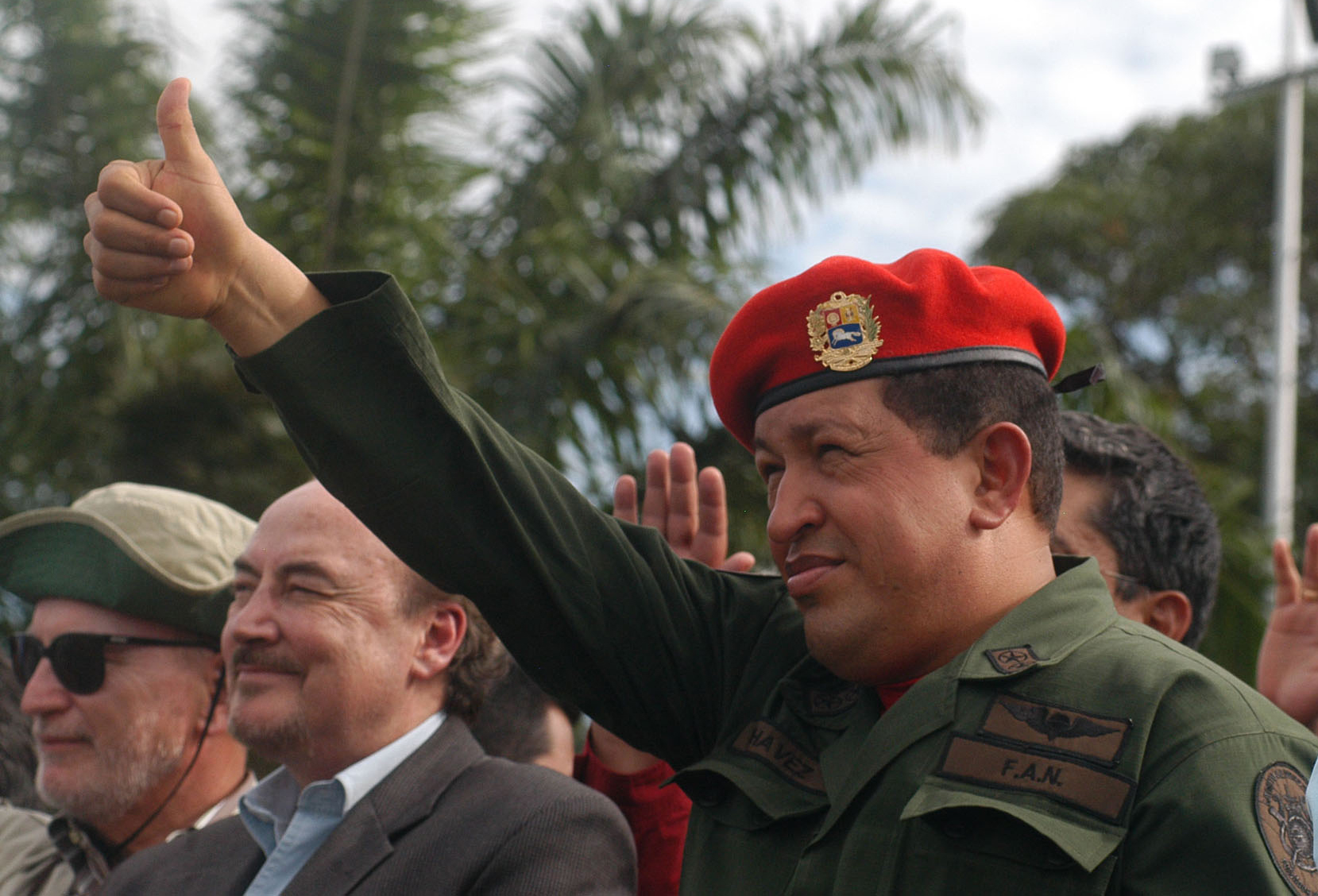
Hugo Chávez usando uniforme militar padrão em 2010

O governo instaurado após a Revolução Bolivariana iniciada por Hugo Chávez tem sido frequentemente acusado de corrupção, abuso da economia para ganho pessoal, disseminação de "propaganda bolivariana", compra da lealdade das Forças Armadas, envolvimento de oficiais no tráfico de drogas, assistência a terroristas, intimidação da mídia e violações dos direitos humanos de seus cidadãos. De acordo com a Foreign Policy, a corrupção na Venezuela ajudou Hugo Chávez a alcançar o poder e piorou sob o governo bolivariano. Embora o governo bolivariano afirme ter implementado diretrizes e leis rigorosas para deter a corrupção, a aplicação dessas leis anticorrupção tem sido fraca devido ao poder centralizador no governo, criando menor responsabilização pela corrupção e tornando-a prevalente em toda a Venezuela.

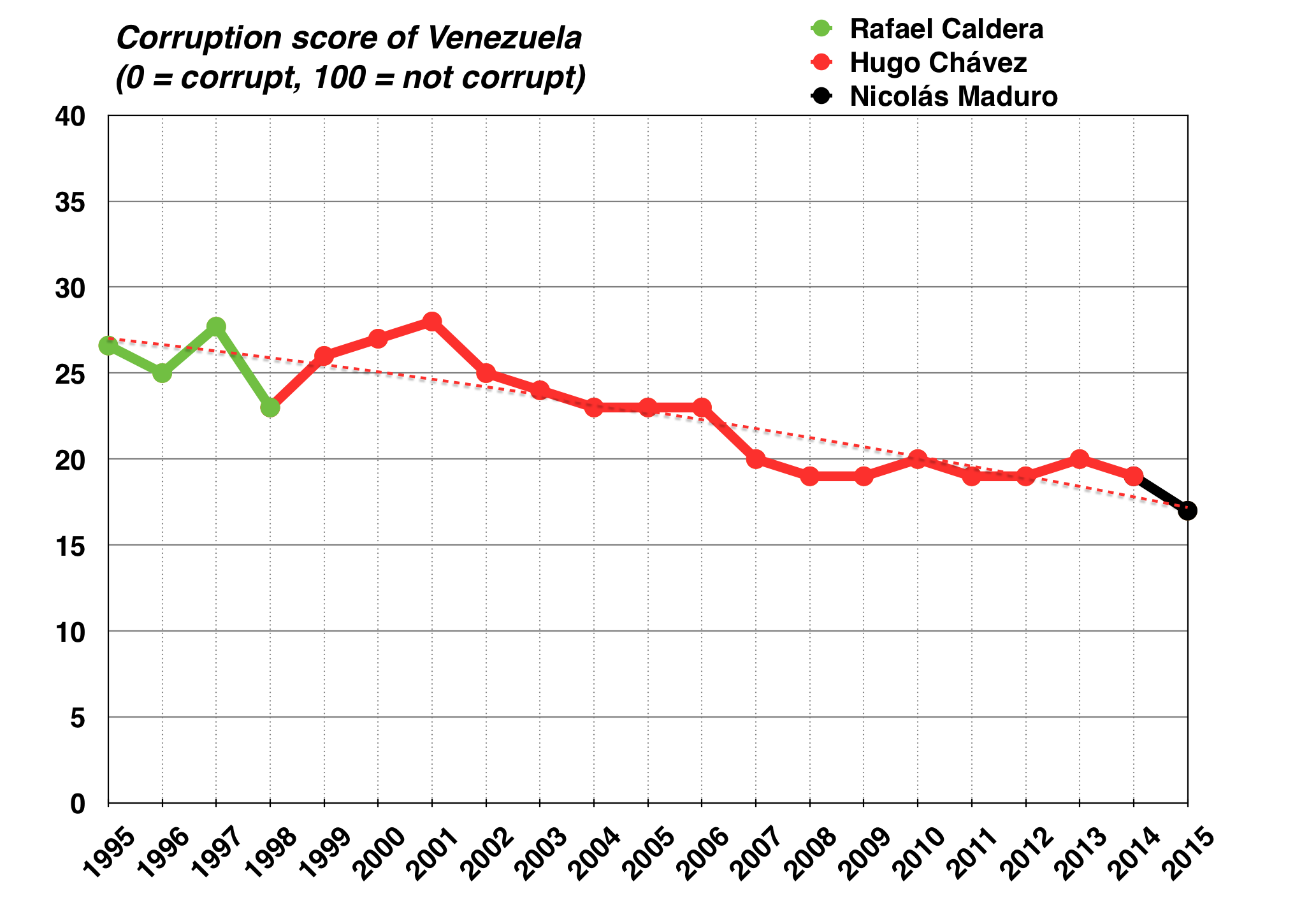
Pontuação de corrupção de acordo com o Índice de Percepção de Corrupção.
Fonte: Transparency International

O sucessor de Chávez, Nicolás Maduro, foi criticado por permitir que a corrupção permanecesse no governo. Em um artigo do The Washington Post, a situação desesperadora da Venezuela sob Maduro foi descrita como "um desastre causado pelo homem". O governo bolivariano também foi visto como "um estado mafioso que não sabe fazer nada além de vender drogas e roubar dinheiro para si mesmo", já que membros da família de Maduro e altos funcionários do governo foram acusados de estarem envolvidos no tráfico ilícito de drogas.
O Índice de Percepção de Corrupção, produzido anualmente pela ONG Transparency International (TNI), classificou a Venezuela entre os países mais corruptos do mundo. Uma pesquisa de 2013 da TNI constatou que 68% dos entrevistados acreditavam que os esforços do governo para combater a corrupção eram ineficazes; a maioria dos entrevistados afirmou que os esforços do governo contra a corrupção eram ineficazes, que a corrupção havia aumentado de 2007 a 2010, e que os partidos políticos, o judiciário, o parlamento e a polícia eram as instituições mais afetadas pela corrupção. Em 2014, o World Justice Project classificou o governo da Venezuela na 99ª posição mundial e lhe deu a pior classificação entre os países da América Latina, de acordo com o Índice do Estado de Direito 2014. Em 2015, o relatório Índice do Estado de Direito 2015 do World Justice Project classificou o sistema de justiça da Venezuela como o terceiro a partir do final no mundo, enquanto o sistema de justiça criminal foi classificado como o pior do mundo, com a maioria dos venezuelanos acreditando que o governo venezuelano não era responsabilizado sob a lei, era corrupto, carecia de transparência e não respeitava a privacidade dos cidadãos.

### Hugo Chávez (1999–2013)
Em dezembro de 1998, Hugo Chávez declarou três objetivos para o novo governo: "convocar uma assembleia constituinte para redigir uma nova constituição, eliminar a corrupção governamental e combater a exclusão social e a pobreza". No entanto, durante o governo de Hugo Chávez, a corrupção se espalhou por todo o governo devido à impunidade em relação aos membros do governo, subornos e à falta de transparência, de acordo com o Cato Institute. Em 2004, Hugo Chávez e seus aliados assumiram o controle da Suprema Corte, preenchendo-a com apoiadores de Chávez e adotaram novas medidas para que o governo pudesse demitir juízes da corte. De acordo com o Cato Institute, o Conselho Nacional Eleitoral da Venezuela estava sob o controle de Chávez, onde ele tentou "impulsionar uma reforma constitucional que lhe permitiria oportunidades ilimitadas de reeleição". Algumas críticas à corrupção vieram dos próprios apoiadores de Chávez, com o partido político inicial de Chávez, o Movimento Quinta República (MVR), sendo criticado por estar repleto do mesmo favoritismo, clientelismo político e corrupção que Chávez alegava serem característicos dos antigos partidos da "Quarta República".

#### Fundos públicos
No início de 2000, o amigo de Chávez e co-conspirador nas tentativas de golpe de estado venezuelano de 1992, Jesús Urdaneta, foi nomeado chefe da agência de inteligência da Venezuela, DISIP. Urdaneta começou a receber relatórios de que os aliados de Chávez, Luis Miquilena, líder da Assembleia Nacional, e José Vicente Rangel, ministro das Relações Exteriores de Chávez, estavam retendo fundos públicos para si. Urdaneta chamou a atenção de Chávez para isso, mas Chávez ignorou seu conselho, dizendo que precisava da experiência política de ambos os homens para consolidar o poder.
US$ 22,5 bilhões de fundos públicos foram transferidos da Venezuela para contas estrangeiras, com metade desse dinheiro não sendo contabilizada por ninguém, de acordo com o Cato Institute. José Guerra, um ex-executivo do Banco Central, afirma que a maior parte desse dinheiro foi utilizada para comprar aliados políticos em países como Cuba e Bolívia, de acordo com o Cato Institute. Supostamente, Chávez fez promessas e efetuou a maior parte dos pagamentos de quase US$ 70 bilhões a líderes estrangeiros sem consulta ao povo venezuelano e sem os procedimentos legais normais, de acordo com o Cato Institute.

#### Escândalo do Maletinazo
Em agosto de 2007,  es, um membro autoidentificado do séquito de Hugo Chávez, que estava prestes a visitar a Argentina, chegou à Argentina em um voo particular pago por funcionários estatais argentinos e venezuelanos. Wilson estava carregando US$ 800.000 em dinheiro, que a polícia apreendeu na chegada. Poucos dias depois, Wilson, um venezuelano-americano e amigo próximo de Chávez, foi convidado para uma cerimônia de assinatura envolvendo Cristina Kirchner e Chávez na Casa Rosada. Ele foi posteriormente preso por acusações de lavagem de dinheiro e contrabando. Alegava-se que o dinheiro deveria ser entregue aos Kirchner como uma contribuição clandestina ao fundo de campanha de Cristina por parte do Presidente Chávez. Fernández, também de esquerda, era um aliado político de Chávez. Isso foi visto como um movimento similar que Chávez supostamente usou para efetuar pagamentos a candidatos de esquerda em disputas presidenciais na Bolívia e no México, a fim de apoiar seus aliados anti-EUA. O incidente levou a um escândalo, que a Bloomberg News chamou de "um embaraço internacional", com os EUA acusando cinco homens de serem agentes secretos de Chávez cuja missão era encobrir a tentativa de entrega do dinheiro.
Segundo o jornal PRISM do Departamento de Defesa dos Estados Unidos, os US$ 800.000 em dinheiro também podem ter sido um pagamento do Irã para Cristina Kirchner. Alegava-se que Chávez ajudou em um acordo para que o Irã obtivesse tecnologia nuclear da Argentina e encobrisse as informações sobre o bombardeio da AMIA, com a Venezuela também comprando dívida argentina no negócio. As relações entre Irã e Argentina melhoraram logo após o incidente.

#### Caso PDVAL
Em meados de 2010, toneladas de alimentos podres importados durante o governo de Chávez através de subsídios da empresa estatal PDVAL foram encontrados. Devido ao escândalo, a PDVAL passou a ser administrada pela Vicepresidência da Venezuela e, posteriormente, pelo Ministério da Alimentação. Três ex-gerentes foram detidos, mas foram posteriormente liberados e dois deles tiveram seus cargos restaurados. Em julho de 2010, estimativas oficiais indicavam que 130.000 toneladas de alimentos foram afetadas, enquanto a oposição política informou de 170.000 toneladas. Em 2012, quaisquer avanços nas investigações pela Assembleia Nacional eram desconhecidos. A explicação mais aceita para a perda de alimentos é a organização da PDVAL, pois supostamente a rede de alimentos importava suprimentos mais rapidamente do que conseguia distribuí-los. A oposição considera o caso como um episódio de corrupção e porta-vozes afirmam que os funcionários públicos deliberadamente importaram mais alimentos do que poderiam ser distribuídos para desviar fundos por meio da importação de suprimentos subsidiados.

### Nicolás Maduro (2013–presente)
"Tem sido um grande ano para Maduro ... Eu acho que este ano foi o ponto de virada e sua negligência, incompetência e corrupção são a causa. Quando o líder de um país pode ver seu povo morrer de fome e ainda supervisionar um governo que rouba US$ 70 bilhões por ano, enquanto sua família trafica drogas, é um tipo especial de maldade. Ele merece este prêmio."

Drew Sullivan, cofundador do OCCRP

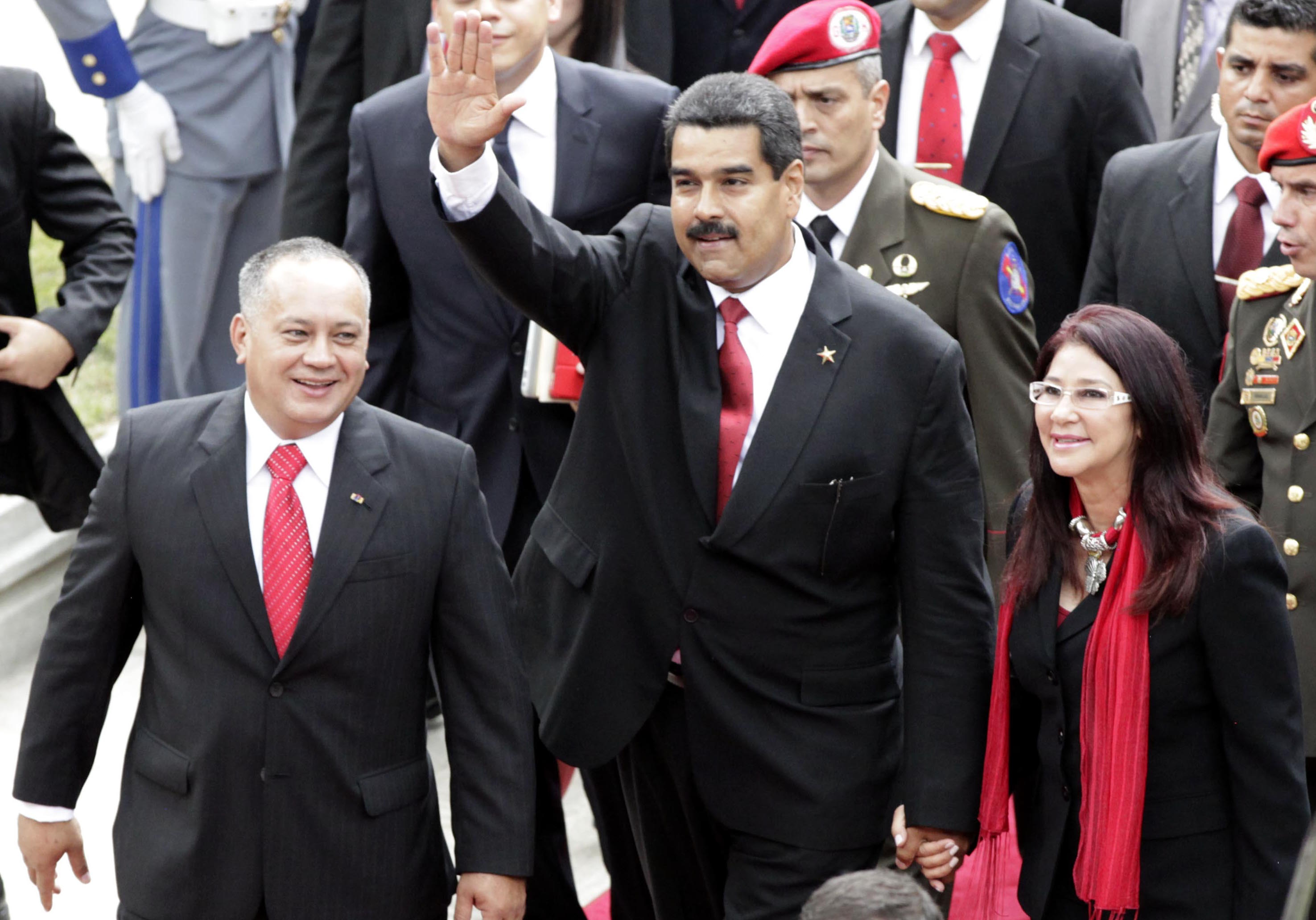
Diosdado Cabello ao lado de Nicolás Maduro e sua esposa, Cilia Flores.

Foram feitas alegações de que o Presidente Nicolás Maduro teria cooperado com o grupo militante islâmico, Hezbollah, bem como com o governo sírio, para receber fundos.
Em 2016, o Organized Crime and Corruption Reporting Project (OCCRP), uma organização não governamental internacional que investiga crimes e corrupção, concedeu ao Presidente Maduro o prêmio de Pessoa do Ano, que "reconhece o indivíduo que mais fez no mundo para avançar a atividade criminosa organizada e a corrupção". O OCCRP afirmou que "escolheu Maduro para o prêmio global com base em seu reinado corrupto e opressor, tão repleto de má gestão que os cidadãos de sua nação rica em petróleo estão literalmente morrendo de fome e implorando por remédios" e que Maduro e sua família desviam milhões de dólares dos cofres públicos para financiar o clientelismo que mantém o poder do Presidente Maduro na Venezuela."
No início de 2019, autoridades búlgaras divulgaram que milhões de euros foram transferidos de uma empresa petrolífera venezuelana para um pequeno banco búlgaro, Investbank, após a divulgação de uma investigação sobre suspeitas de lavagem de dinheiro. As autoridades búlgaras reagiram somente depois de serem instadas pelo governo dos EUA. Segundo a jurista Radosveta Vassileva, "várias questões surgem sobre a eficiência dos serviços secretos búlgaros e os protocolos de prevenção à lavagem de dinheiro no Investbank." O Investbank foi um dos seis bancos búlgaros que o Banco Central Europeu avaliou para verificar se a Bulgária estava avançando em direção à adesão à Zona do Euro.
Em 2023, a Transparencia Venezuela anunciou que o montante de dinheiro em casos judiciais de 26 países diferentes investigando a corrupção chavista totalizava pelo menos US$ 70 bilhões.

#### Tráfico de drogas
Ver também
Dois sobrinhos da esposa de Maduro, Cilia Flores, Efraín Antonio Campos Flores e Francisco Flores de Freites, estiveram envolvidos em atividades ilícitas, como o tráfico de drogas, com parte de seus recursos supostamente auxiliando a campanha presidencial de Maduro na eleição presidencial venezuelana de 2013 e potencialmente para as eleições parlamentares venezuelanas de 2015. Um informante afirmou que os dois costumavam voar frequentemente a partir do Terminal 4 do Aeroporto Simón Bolívar, um terminal reservado para o presidente.

### Diosdado Cabello
Informações apresentadas ao Departamento de Estado dos EUA pela Stratfor afirmaram que Diosdado Cabello era "o chefe de um dos principais centros de corrupção na Venezuela." Um cabo diplomático vazado da Embaixada dos EUA em 2009 caracterizou Cabello como um "polo principal" de corrupção dentro do regime, descrevendo-o como "acumulando grande poder e controle sobre o aparato do regime, bem como uma fortuna privada, frequentemente por meio da intimidação nos bastidores." O comunicado também criou especulações de que "o próprio Chávez poderia estar preocupado com a crescente influência de Cabello, mas incapaz de diminuí-la." Ele é descrito por um colaborador da The Atlantic como o "Frank Underwood" da Venezuela, sob cuja vigilância a Assembleia Nacional da Venezuela criou o hábito de ignorar completamente os obstáculos constitucionais — em várias ocasiões, impedindo que membros da oposição falassem nas sessões, suspendendo seus salários, retirando a imunidade parlamentar de legisladores particularmente problemáticos e, em uma ocasião, até presidindo a agressão física contra legisladores adversos enquanto a assembleia se reunia. Atualmente, existem pelo menos 17 denúncias formais de corrupção registradas contra Cabello no Ministério Público da Venezuela. Seu porta-voz, Rafael Sarría, foi investigado e deportado dos EUA em 2010.

#### Tráfico de drogas
Cabello foi acusado de estar envolvido no tráfico ilegal de drogas na Venezuela e de ser um líder do Cartel dos Sóis. Em 18 de maio de 2015, o The Wall Street Journal informou, a partir de fontes do Departamento de Justiça dos Estados Unidos, que havia "evidências extensas para justificar que Cabello é um dos chefes, se não o chefe, do cartel" e que ele "certamente é um dos principais alvos" das investigações conduzidas pela Drug Enforcement Administration envolvendo o tráfico de drogas na Venezuela.

#### Subornos da Derwick Associates
Em 2014, Cabello foi acusado por um tribunal em Miami, Flórida de aceitar subornos da Derwick Associates, incluindo um pagamento de US$ 50 milhões. Supostamente, esses subornos foram realizados para que a Derwick Associates pudesse obter contratos públicos do governo venezuelano. A Derwick Associates negou as acusações, afirmando que as alegações contra eles e contra Cabello são infundadas e que não mantinham relação financeira com Cabello. Banesco também negou as acusações, chamando-as de mentira.

#### Organização dos Coletivos
Cabello, juntamente com Freddy Bernal e Eliezer Otaiza, foram acusados de dirigir coletivos organizando-os e pagando-os com dinheiro dos fundos da Petróleos de Venezuela.

### Ramón Rodríguez Chacín
Ramón Rodríguez Chacín participou das tentativas de golpe de 1992 e mais tarde se envolveu na política venezuelana sob o governo de Hugo Chávez. A revista alemã Der Spiegel reportou em 2008 que Rodríguez Chacín era um convidado frequente em acampamentos da FARC na Colômbia e que Hugo Chávez o designou para gerenciar as comunicações com a FARC. Em setembro de 2008, o Departamento do Tesouro dos EUA acusou Rodríguez Chacín de auxiliar materialmente as atividades de tráfico de narcóticos da FARC na Colômbia. O governo venezuelano respondeu a essas acusações dizendo que ele não era culpado das acusações. Funcionários da inteligência dos EUA afirmaram que, em um e-mail entre Rodríguez Chacín e a liderança da FARC, Rodríguez Chacín pediu para treinar as forças armadas venezuelanas em táticas de guerrilha como preparação caso os EUA invadissem a área. Eles também afirmaram que, a respeito de um suposto empréstimo venezuelano de 250 milhões de dólares para comprar armas, Rodríguez Chacín escreveu: "não pense nisso como um empréstimo, pense nisso como solidariedade". A fonte desses documentos foi supostamente uma invasão transfronteiriça de 2008 pela militar colombiana no Equador que destruiu um acampamento da FARC. O Embaixador venezuelano nos EUA, Bernardo Alvarez, afirmou: "Não reconhecemos a validade de nenhum desses documentos... São falsos e uma tentativa de desacreditar o governo venezuelano."

## Tráfico de drogas
Nunca um país que deveria ser tão rico foi tão pobre ... É um estado mafioso que não sabe fazer nada além de vender drogas e roubar dinheiro para si mesmo ... A Venezuela é a resposta ao que aconteceria se um cartel de drogas economicamente analfabeto assumisse um país. Essa corrupção não enriqueceu apenas a poucos. Também empobreceu muitos.

Matt O'Brien do The Washington Post, 2016
Segundo Jackson Diehl, editor adjunto da página editorial do The Washington Post, o governo bolivariano da Venezuela abriga "um dos maiores cartéis de drogas do mundo". E no momento da prisão dos sobrinhos de Nicolás Maduro e Cilia Flores em novembro de 2015, vários membros de alto escalão do governo venezuelano também estavam sendo investigados por seu envolvimento no tráfico de drogas, incluindo Walter Jacobo Gavidia, filho de Flores que é juiz em Caracas, o Presidente da Assembleia Nacional Diosdado Cabello e o Governador do Estado de Aragua, Tarek El Aissami.
Em maio de 2015, o The Wall Street Journal informou, a partir de autoridades dos EUA, que o tráfico de drogas na Venezuela aumentou significativamente com traficantes colombianos se mudando da Colômbia para a Venezuela devido à pressão das autoridades. Um funcionário do Departamento de Justiça dos EUA descreveu os escalões superiores do governo e das Forças Armadas venezuelanas como "uma organização criminosa", com altos funcionários venezuelanos, como o Presidente da Assembleia Nacional, Diosdado Cabello, sendo acusados de tráfico de drogas. Os envolvidos nas investigações afirmaram que desertores do governo venezuelano e ex-traficantes forneceram informações aos investigadores e que os detalhes daqueles envolvidos no tráfico de drogas pelo governo estavam aumentando. Autoridades antidrogas também acusaram alguns funcionários venezuelanos de colaborar com cartel de drogas mexicano.

#### Governo de Hugo Chávez
No início dos anos 2000, o relacionamento de Hugo Chávez com a FARC causou desconforto entre as forças armadas na Venezuela. Em janeiro de 2005, a empresa de inteligência Stratfor relatou que a prisão controversa de Rodrigo Granda em dezembro de 2004 demonstrou o apoio de Chávez à FARC, após ele supostamente ter sido pressionado pela FARC e devido ao fato de a cidadania venezuelana ter sido concedida a Granda antes do envolvimento de Chávez nas eleições de revogação de 2004 na Venezuela, com a cidadania venezuelana proporcionando a Granda "uma base de operações" para realizar operações ilícitas internacionalmente. Em maio de 2006, o chefe da Inteligência Militar venezuelana, Hugo Carvajal, supostamente participou de uma reunião com Germán Briceño Suárez "Grannobles", um comandante da FARC do Bloco Oriental, com o perímetro da reunião protegido por membros da Guarda Nacional Venezuelana, da Inteligência Militar venezuelana e do Serviço de Inteligência Bolivariana. A reunião entre Carvajal e Briceño Suárez envolveu discussões sobre apoio logístico e político, além de criar planos para se encontrarem com Chávez. O ex-guarda-costas de Chávez, Leamsy Salazar, afirmou em Bumerán Chávez que Chávez se encontrou com o alto comando da FARC em 2007 em algum lugar na zona rural da Venezuela. Chávez criou um sistema no qual a FARC forneceria drogas ao governo venezuelano, que seriam transportadas em gado vivo através da fronteira venezuelano-colombiana, enquanto a FARC receberia dinheiro e armamentos do governo venezuelano após receber as drogas. Segundo Salazar, isso foi feito com o intuito de enfraquecer o presidente colombiano Álvaro Uribe, inimigo de Chávez.
Em 2008, o Departamento do Tesouro dos EUA acusou dois altos funcionários do governo venezuelano, Hugo Carvajal e Henry Rangel Silva, e um ex-funcionário, Ramón Rodríguez Chacín, de fornecer assistência material para operações de tráfico de drogas realizadas pelo grupo guerrilheiro FARC na Colômbia. De acordo com a revista semanal colombiana Semana, Hugo Carvajal, diretor da Dirección General de Inteligencia Militar (DGIM), a agência venezuelana encarregada da Inteligência Militar, também esteve envolvido em apoiar o tráfico de drogas da FARC e estava apenas sob o comando de Hugo Chávez. Supostamente, Carvajal protegeu e forneceu identidades forjadas a traficantes colombianos e esteve envolvido na tortura e execução de cativos. Em um relatório do Congresso dos EUA de 2009, foi declarado que a corrupção nas forças armadas venezuelanas estava facilitando o tráfico de drogas pelos guerrilheiros da FARC colombiana.

### Governo de Nicolás Maduro
Em setembro de 2013, um incidente envolvendo homens da Guarda Nacional Venezuelana que colocaram 31 malas contendo 1,3 tonelada de cocaína em um voo para Paris surpreendeu as autoridades francesas. Meses depois, em 15 de fevereiro de 2014, um comandante da Guarda foi parado enquanto dirigia para Valência com sua família e foi preso por ter 554 quilos de cocaína em sua posse.
Em 22 de julho de 2014, Hugo Carvajal, ex-chefe da Dirección de Inteligencia Militar envolvido nas acusações de 2008 de estar ligado à FARC, foi detido em Aruba, apesar de ter entrado com um passaporte diplomático e ter sido nomeado cônsul-geral para Aruba em janeiro de 2014. A prisão foi realizada após um pedido formal do governo dos EUA, que acusa Carvajal de vínculos com o tráfico de drogas e com o grupo guerrilheiro FARC. Em 27 de julho, Carvajal foi liberado após as autoridades decidirem que ele possuía imunidade diplomática, mas também foi considerado persona non-grata.
Em janeiro de 2015, o ex‐chefe de segurança tanto de Hugo Chávez quanto de Diosdado Cabello, Leamsy Salazar, fez acusações de que Cabello estava envolvido com o tráfico de drogas. Salazar foi colocado no programa de proteção a testemunhas, fugindo para os Estados Unidos com a assistência da Divisão de Operações Especiais da Administração de Combate às Drogas, após cooperar com a administração e fornecer possíveis detalhes sobre o envolvimento de Cabello com o tráfico internacional de drogas. Salazar alega que Cabello é o líder do Cartel dos Sóis, uma suposta organização militar de tráfico de drogas na Venezuela. Salazar afirmou ter visto Cabello dar ordens para o transporte de toneladas de cocaína. Supostamente, os carregamentos de drogas foram enviados pela FARC na Colômbia e encaminhados para os Estados Unidos e a Europa, com possível assistência de Cuba. A suposta operação internacional de tráfico de drogas possivelmente envolveu também altos membros do governo venezuelano.
Em 18 de maio de 2015, o The Wall Street Journal noticiou, a partir de fontes do Departamento de Justiça dos Estados Unidos, que havia “evidências extensas para justificar que Cabello é um dos chefes, se não o chefe, do cartel” e que ele “certamente é um dos principais alvos” de investigações conduzidas pela Administração de Combate às Drogas envolvendo o tráfico de drogas na Venezuela. Dias antes do artigo, Cabello já havia ordenado uma proibição de viagem para 22 jornalistas e executivos por distribuir reportagens sobre sua suposta participação no tráfico de drogas. Dias depois, em 23 de maio de 2015, a ex-juíza do Tribunal Supremo de Justiça, Miriam Morandy, foi vista chegando ao Aeroporto Internacional de Maiquetia com o suposto traficante de drogas Richard José Cammarano Jaime e sua assistente Tibisay Pacheco para embarcar em um voo da TAP-Air Portugal para Portugal.Predefinição:Unreliable inline Ao saírem de seu táxi, Morandy, Cammarano e Pacheco foram presos por tráfico de drogas. Morandy foi liberada logo depois, enquanto Cammarano permaneceu detido.

#### Incidente dos “Narcosobrinos”

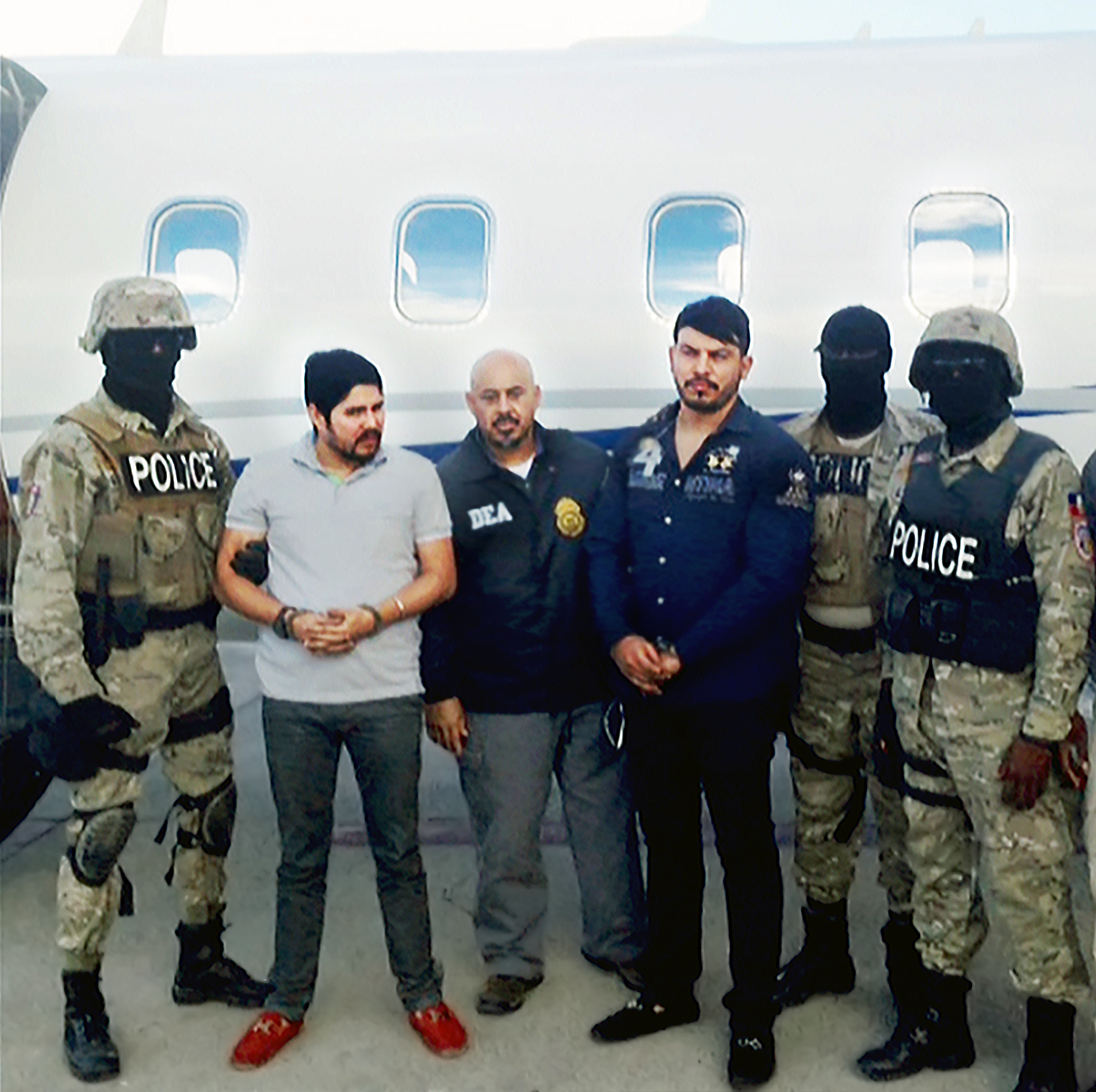
Os sobrinhos do Presidente Maduro, Efraín Antonio Campo Flores e Francisco Flores de Freitas, após sua prisão pela Administração de Combate às Drogas dos Estados Unidos em 10 de novembro de 2015.

Em outubro e novembro de 2015, a Administração de Combate às Drogas (DEA) começou a monitorar dois sobrinhos da esposa do Presidente Nicolás Maduro, Cilia Flores — Efraín Antonio Campo Flores e Francisco Flores de Freites — depois que os dois entraram em contato com uma pessoa que era informante da DEA. Eles queriam conselhos sobre como traficar cocaína. Eles levaram para a reunião um quilograma da droga para que o informante pudesse avaliar sua qualidade. Em 10 de novembro de 2015, Campo Flores e Flores de Freites foram presos em Porto Príncipe, Haiti pela polícia local enquanto tentavam fechar um acordo para transportar 800 quilos de cocaína destinados a Nova York e foram entregues à DEA, sendo transportados diretamente para os Estados Unidos. Os homens voaram de um hangar reservado para o Presidente da Venezuela no Aeroporto Internacional Simón Bolívar (Venezuela) para o Haiti, enquanto eram assistidos por militares venezuelanos, incluindo dois guardas de honra presidenciais, com os sobrinhos portando passaportes diplomáticos venezuelanos que, de acordo com o ex-chefe das operações internacionais da DEA, Michael Vigil, não possuíam imunidade diplomática. Uma operação posterior na mansão “Casa de Campo” e no iate de Efraín Antonio Campo Flores na República Dominicana revelou mais 280 libras de cocaína e 22 libras de heroína, com 176 libras das drogas encontradas na residência enquanto o restante foi descoberto em seu iate.
Campo afirmou no avião da DEA que ele era enteado do Presidente Maduro e que cresceu na casa dos Maduro, tendo sido criado pela esposa de Maduro, Cilia Flores. Quando os dois descobriram que não possuíam imunidade diplomática, começaram a fornecer nomes dos envolvidos, supostamente mencionando o ex-presidente da Assembleia Nacional, Diosdado Cabello, e o governador do estado de Aragua, Tarek El Aissami. Espera-se que, sem cooperar com os investigadores, os sobrinhos de Maduro possam enfrentar entre 20 e 30 anos de prisão. Devido ao processo de extradição, os tribunais de Nova York não conseguiram apreender aqueles que ajudaram os sobrinhos em seu trajeto para o Haiti. O incidente ocorreu em um momento em que vários membros de alto escalão do governo venezuelano estavam sendo investigados por seu envolvimento no tráfico de drogas, incluindo Walter Jacobo Gavidia, filho de Flores, que é juiz em Caracas, bem como Diosdado Cabello e Tarek El Aissami. Também foi declarado por pessoas próximas ao caso que existem mais mandados selados vinculados ao incidente.
Um mês depois, em 15 de dezembro de 2015, promotores dos Estados Unidos em Brooklyn anunciaram que iriam processar o General Nestor Reverol, chefe da Guarda Nacional da Venezuela e ex-chefe da Oficina Nacional Antidrogas venezuelana, que era próximo a Hugo Chávez, assim como Edilberto Molina, um general da Guarda Nacional e ex-oficial antidrogas, por conspirar no envio de cocaína para os Estados Unidos. O Ministro da Defesa da Venezuela, Vladimir Padrino, assim como a Guarda Nacional venezuelana, responderam às acusações enviando um grupo de tuítes em defesa de Reverol.

## Assistência governamental a organizações terroristas

### FARC
Antes da tentativa de golpe de 2002, o descontentamento dentro das Forças Armadas foi fomentado quando Chávez os forçou a auxiliar a FARC, um grupo guerrilheiro colombiano militante envolvido com o tráfico ilegal de drogas, na instalação de acampamentos em territórios venezuelanos, no fornecimento de munições para combater o governo colombiano e no fornecimento de documentos de identidade para que pudessem circular livremente pela Venezuela, além de enviar membros dos Círculos Bolivarianos para seus acampamentos para receber treinamento guerrilheiro. O Instituto Internacional de Estudos Estratégicos (IISS) acusou o governo de Chávez de financiar o escritório da FARC em Caracas e de lhe dar acesso aos serviços de inteligência, e afirmou que, durante a tentativa de golpe de 2002, “a FARC também respondeu a pedidos do (serviço de inteligência da Venezuela) para fornecer treinamento em terrorismo urbano envolvendo assassinatos seletivos e o uso de explosivos.” De acordo com a Interpol, os arquivos encontrados pelas forças colombianas foram considerados autênticos.
Análises independentes dos documentos por diversos acadêmicos e jornalistas dos EUA contestaram a interpretação colombiana dos documentos, acusando o governo colombiano de exagerar em seus conteúdos. De acordo com Greg Palast, a afirmação sobre os US$ 300 milhões de Chávez baseia-se na seguinte frase (traduzida): “Com relação aos 300, que a partir de agora chamaremos de ‘dossiê’, esforços estão agora sendo realizados sob as instruções do cojo [termo coloquial para ‘aleijado’], que explicarei em uma nota separada.” A nota separada supostamente se refere a uma troca de reféns com a FARC que Chávez estaria ajudando a negociar na época. Palast sugere que os “300” seriam uma referência a “300 prisioneiros” (o número envolvido em uma troca de prisioneiros da FARC) e não a “300 milhões”.
Em 2008, o Departamento do Tesouro dos EUA acusou dois altos funcionários do governo venezuelano e um ex-funcionário de fornecer assistência material para operações de tráfico de drogas realizadas pelo grupo guerrilheiro FARC na Colômbia. Mais tarde naquele ano, o Secretário-Geral da Organização dos Estados Americanos, José Miguel Insulza, testemunhou perante o Congresso dos EUA que “não há evidências [sic]” de que a Venezuela esteja apoiando “grupos terroristas”, incluindo a FARC.

### Hezbollah e outros
Informações sobre a venda de passaportes venezuelanos para indivíduos estrangeiros tornaram-se disponíveis em 2003. Desde 2006, o Congresso dos Estados Unidos está ciente de fraudes relacionadas aos passaportes venezuelanos. O governo venezuelano supostamente manteve uma relação de longo prazo com o grupo militante islâmico Hezbollah. Em 2006, após a Guerra do Líbano de 2006, o líder do Hezbollah, Hassan Nasrallah, agradeceu ao Presidente Hugo Chávez pelo apoio, chamando Chávez de seu “irmão”. Chávez também permitiu que membros do Hezbollah permanecessem na Venezuela e supostamente utilizou as embaixadas venezuelanas no Oriente Médio para lavar dinheiro. O Presidente Nicolás Maduro continuou a relação com o Hezbollah e convocou sua assistência durante os protestos venezuelanos de 2014–15.

#### Declarações dos Estados Unidos sobre a assistência da Venezuela
Membros do governo venezuelano também foram acusados de fornecer ajuda financeira ao Hezbollah pelo Departamento do Tesouro dos Estados Unidos, o que incluiu o Encarregado de Negócios da Embaixada da Venezuela em Damasco, Síria, Ghazi Nasr Al-Din. De acordo com o depoimento de um ex-Secretário Adjunto de Estado para Assuntos do Hemisfério Ocidental do Departamento de Estado dos EUA, Roger Noriega, o governo de Hugo Chávez forneceu “apoio indispensável” ao Irã e ao Hezbollah no Hemisfério Ocidental. Em um artigo do think tank conservador American Enterprise Institute, Noriega afirmou que duas testemunhas lhe disseram que Ghazi Nasr Al-Din, um diplomata venezuelano na Síria, era um agente do Hezbollah que usava entidades venezuelanas para lavar dinheiro para o Hezbollah com a aprovação pessoal do Presidente Maduro.
Em uma entrevista no Fox News Sunday em 13 de agosto de 2017 com o Diretor da CIA, Mike Pompeo, o diretor afirmou, a respeito da Venezuela, que “os iranianos, o Hezbollah estão lá”.
A Administração Trump propôs em 19 de novembro de 2018 incluir a Venezuela na lista de estados patrocinadores de terrorismo.

#### Outras pesquisas sobre a assistência da Venezuela

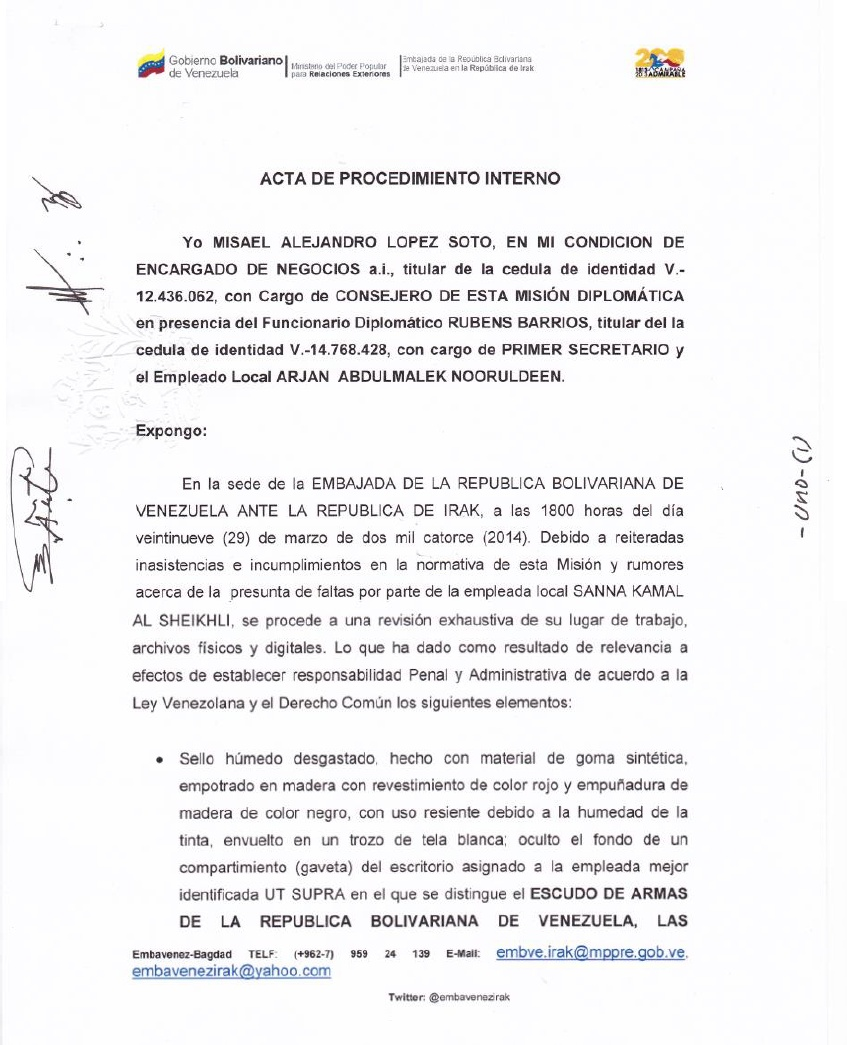
Parte de um documento enviado por Misael López Soto aos seus superiores acerca de irregularidades na Embaixada da Venezuela no Iraque

Em 2003, o General Marcos Ferreira, chefe do Departamento de Imigração e Estrangeiros (DIEX) da Venezuela a partir de 2002 (que deixou o cargo após ter apoiado a tentativa de golpe contra Chávez), afirmou que Ramón Rodríguez Chacín lhe pediu para permitir que militantes da Colômbia, do Hezbollah e da Al Qaeda cruzassem as fronteiras para a Venezuela e que, num período de três anos, 2.520 colombianos e 279 “sírios” se tornaram cidadãos venezuelanos.
Em um estudo do Center for a Secure Free Society (SFS), pelo menos 173 pessoas do Oriente Médio foram flagradas com documentação venezuelana. O SFS acredita que a documentação foi fornecida pelo governo venezuelano e afirma que 70% das pessoas eram provenientes do Irã, Líbano e Síria “e tinham alguma conexão com o Hezbollah”. A maioria supostamente possuía passaportes venezuelanos, carteiras de identidade, vistos e, em alguns casos, até certidões de nascimento venezuelanas. Anthony Daquin, ex-assessor de segurança envolvido na modernização do sistema de identidade venezuelano, afirmou no relatório que o governo venezuelano “será capaz de emitir o documento venezuelano sem qualquer problema, a partir da Universidade de Ciências da Computação, porque eles possuem os equipamentos e suprimentos, incluindo folhas de policarbonato, assinatura eletrônica que vai para os passaportes e certificados de criptografia, que são aqueles que permitem a leitura do chip nos aeroportos”.
Uma das figuras-chave do governo venezuelano mencionada no relatório do SFS foi o ex-Ministro do Interior, de origem libanesa, Tarek El Aissami, que supostamente “desenvolveu uma sofisticada rede financeira e redes em vários níveis como um corredor criminoso-terrorista para trazer militantes islâmicos para a Venezuela e países vizinhos, e para enviar fundos ilícitos da América Latina para o Oriente Médio”. O suposto “corredor” consiste em 40 empresas de fachada que possuem contas bancárias na Venezuela, Panamá, Curaçao, Santa Lúcia, Miami e Líbano. O pai de Tarek El Aissami, Zaidan El Amin El Aissami, foi o líder de um pequeno partido baatista na Venezuela. O ex-Vice-Presidente José Vicente Rangel, que serviu sob Hugo Chávez, denunciou o estudo do SFS afirmando que se tratava de uma “campanha combinada” do SFS e do governo canadense para atacar a Venezuela, embora Ben Rowswell, o embaixador canadense na Venezuela, tenha negado as acusações de Rangel.
Em 2015, o jornalista espanhol Emili Blasco lançou Bumerán Chávez, um livro que investiga alegações de delatores de alto escalão chavistas. Segundo o ex-Ministro da Fazenda Rafael Isea, enquanto o Presidente Nicolás Maduro era ministro das Relações Exteriores de Chávez, Maduro estava presente em uma reunião em 2007 em Damasco com o Secretário-Geral do Hezbollah, Hassan Nasrallah, que foi organizada pelo ex-Presidente iraniano Mahmoud Ahmadinejad. Isea chegou a Damasco e um oficial de segurança sírio escoltou-o até Maduro, que o aguardava em um hotel. Em seguida, os dois se encontraram com o líder do Hezbollah e Maduro promoveu o diplomata venezuelano Ghazi Atef Nassereddine, um indivíduo que supostamente arrecadou dinheiro para o Hezbollah na América Latina. Maduro realizou outras negociações com Nasrallah e permitiu que 300 membros do Hezbollah “arrecadassem fundos na Venezuela”.
Em fevereiro de 2017, a CNN informou em seu artigo, “Passaportes venezuelanos, nas mãos erradas?”, uma investigação que se concentrou na venda de passaportes venezuelanos para indivíduos do Oriente Médio, especificamente Síria, Palestina, Iraque e Paquistão. Segundo Misael López Soto, um ex-funcionário da embaixada venezuelana no Iraque, que também era advogado e oficial do CICPC, o governo bolivariano venderia passaportes autênticos para indivíduos do Oriente Médio, sendo que o passaporte venezuelano permite acesso a 130 países ao redor do mundo sem a necessidade de visto. López forneceu à CNN documentos que mostravam como seus superiores tentaram encobrir a venda de passaportes, que estavam sendo vendidos de US$ 5.000 a US$ 15.000 cada. López Soto fugiu da embaixada venezuelana no Iraque em 2015 para se encontrar com o FBI na Espanha, e um funcionário venezuelano que o auxiliou na saída do país foi morto no mesmo dia.
A investigação também descobriu que, entre 2008 e 2012, Tareck El Aissami ordenou que centenas de indivíduos do Oriente Médio obtivessem passaportes ilegais, incluindo membros do Hezbollah.
Após o relatório, a CNN foi expulsa da Venezuela e o governo venezuelano acusou o canal de ser “(uma ameaça à) paz e estabilidade democrática do nosso povo venezuelano, pois geram um ambiente de intolerância”.

## Cleptocracia
InSight Crime afirma que os fundos estatais “foram saqueados em escala industrial pela elite bolivariana” e que “a cleptocracia certamente tem sido um dos principais fatores que levaram a Venezuela à beira do colapso econômico e da falência”. Controles de preços introduzidos pelo Presidente Chávez em 2003 ajudaram a estabelecer práticas cleptocráticas que ainda ocorrem na Venezuela hoje, permitindo que os funcionários comprem dólares por preços baixos e, em seguida, os troquem por bolívares a uma taxa mais alta no mercado negro, de modo que pudessem trocar por mais dólares.
Estima-se que, entre meados dos anos 2000 e meados dos anos 2010, mais de US$ 300 bilhões foram desviados pelo governo bolivariano. A Assembleia Nacional, liderada pela oposição, estimou que cerca de US$ 87 bilhões foram desfalecidos em diversos projetos, incluindo US$ 27 bilhões pelo Ministério da Alimentação, US$ 25 bilhões pelo Ministério da Eletricidade, US$ 22 bilhões para obras de transporte inacabadas, US$ 11 bilhões pela PDVSA e US$ 1,5 bilhão pelo Ministério da Saúde.

### Petróleos de Venezuela, S.A. (PDVSA)
Bloomberg afirma que “a ascensão de Chávez ao poder também trouxe corrupção em uma escala nunca antes vista na PDVSA”. Em 2016, foi revelado que, de 2004 a 2014, US$ 11 bilhões foram desviados da PDVSA, com bilhões de dólares “pagos por contratos fraudulentos para plataformas de petróleo, navios e refinarias”. Funcionários dos Estados Unidos acreditam que o governo bolivariano tem usado a PDVSA para lavar dinheiro para guerrilheiros colombianos e ajudá-los a traficar cocaína pela Venezuela.

## Amiguismo e patronagem

### Boliburguesía
Boliburguesía é um termo que descreve a nova burguesia criada pelo governo venezuelano de Hugo Chávez e pelo chavismo, composta por pessoas que enriqueceram sob a administração de Chávez. O termo foi cunhado pelo jornalista Juan Carlos Zapata, para “definir a oligarquia que se desenvolveu sob a proteção do governo de Chávez”. A corrupção entre a Boliburguesía e os simpatizantes da administração Chávez movimentou milhões de dólares com a cumplicidade de funcionários públicos, com alguns enriquecendo sob o pretexto do socialismo. O secretário-geral do partido de oposição Acción Democrática afirma que a corrupção no setor financeiro e em outros setores estava atrelada a funcionários do governo.
Durante o mandato de Hugo Chávez, ele confiscou milhares de propriedades e negócios, ao mesmo tempo em que reduziu a presença de empresas estrangeiras. A economia da Venezuela passou a ser em grande parte estatal e foi administrada por oficiais militares que tinham seus negócios e assuntos governamentais interligados. O pesquisador sênior do Brookings Institution, Harold Trinkunas, afirmou que envolver os militares em negócios era “um perigo”, explicando que os militares venezuelanos “têm a maior capacidade de coagir as pessoas, como fazem nos negócios”. De acordo com a Bloomberg Markets Magazine, “[a]o distribuir contratos a ex-oficiais militares e executivos empresariais pró-governo, Chávez deu uma nova face ao sistema de clientelismo”.

### Empresas estatais
Segundo a USA Today, as políticas do “Socialismo para o século 21” de Chávez incluíam “a inchação da empresa estatal de petróleo Petróleos de Venezuela S.A., ou PDVSA, com contratações por clientelismo”, o que levou à má administração da indústria petrolífera na Venezuela, de acordo com especialistas. O Financial Times também chamou a PDVSA de “fonte de clientelismo” e afirmou que “o número de funcionários, contratados com base em sua lealdade à ‘Revolução Bolivariana’, triplicou desde 2003 para mais de 121.000”.
Em 2006, Rafael Ramírez, então ministro da Energia, deu aos trabalhadores da PDVSA uma escolha: apoiar o Presidente Hugo Chávez ou perder seus empregos. O ministro também disse: “A PDVSA é vermelha [a cor identificada com o partido político de Chávez], vermelha de cima a baixo”. Chávez defendeu Ramírez, afirmando que os trabalhadores públicos deveriam apoiar a “revolução”. Ele acrescentou que “os trabalhadores da PDVSA estão com essa revolução, e aqueles que não estão deveriam ir para outro lugar. Vão para Miami”. A PDVSA continua a contratar apenas apoiadores do presidente, e uma grande parte de sua receita é utilizada para financiar projetos políticos.

### Governadorias
Sob os governos de Chávez e Maduro, se os candidatos bolivarianos perdessem as eleições para governador, os presidentes nomeavam os candidatos “Protetores” para atuar como governadores do estado, uma ação inexistente na lei venezuelana. Chávez e Maduro, em vez disso, reconheciam os “Protetores” e forneciam fundos para estabelecer um governo paralelo aos governadores da oposição eleitos.

### Comitês Locais de Abastecimento e Produção (CLAP)

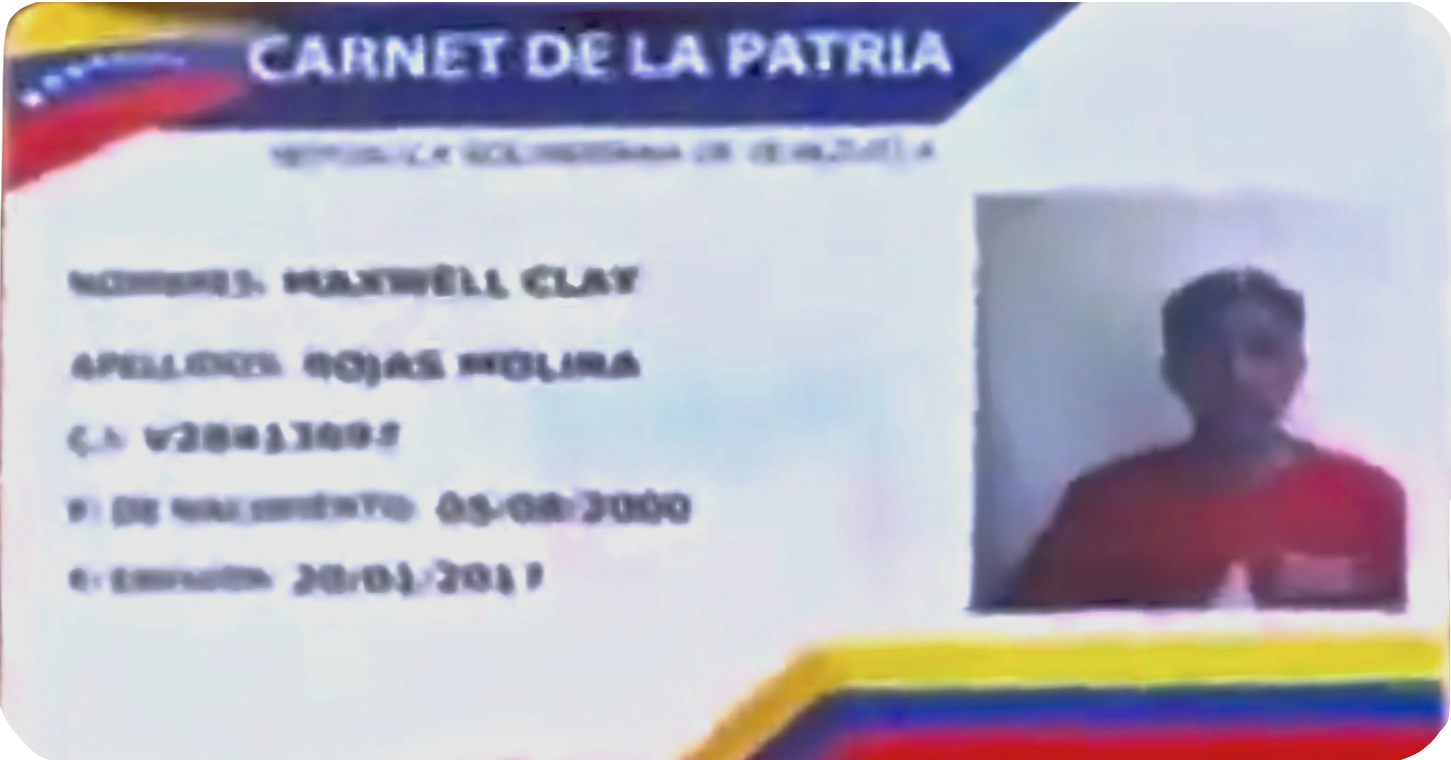
Venezuelanos precisavam de cartões emitidos pelo governo, os Carnet de la Patria, para receber alimentos dos CLAP.

Enquanto os venezuelanos sofriam com a escassez de alimentos, o governo bolivariano criou os Comitês Locais de Abastecimento e Produção (CLAP) em 2016. Os comitês, controlados por apoiadores do Presidente Maduro, foram designados para fornecer alimentos e bens subsidiados diretamente às famílias venezuelanas pobres. Segundo o Vice-presidente da Venezuela, Aristóbulo Istúriz, os CLAPs são um “instrumento político para defender a revolução”.

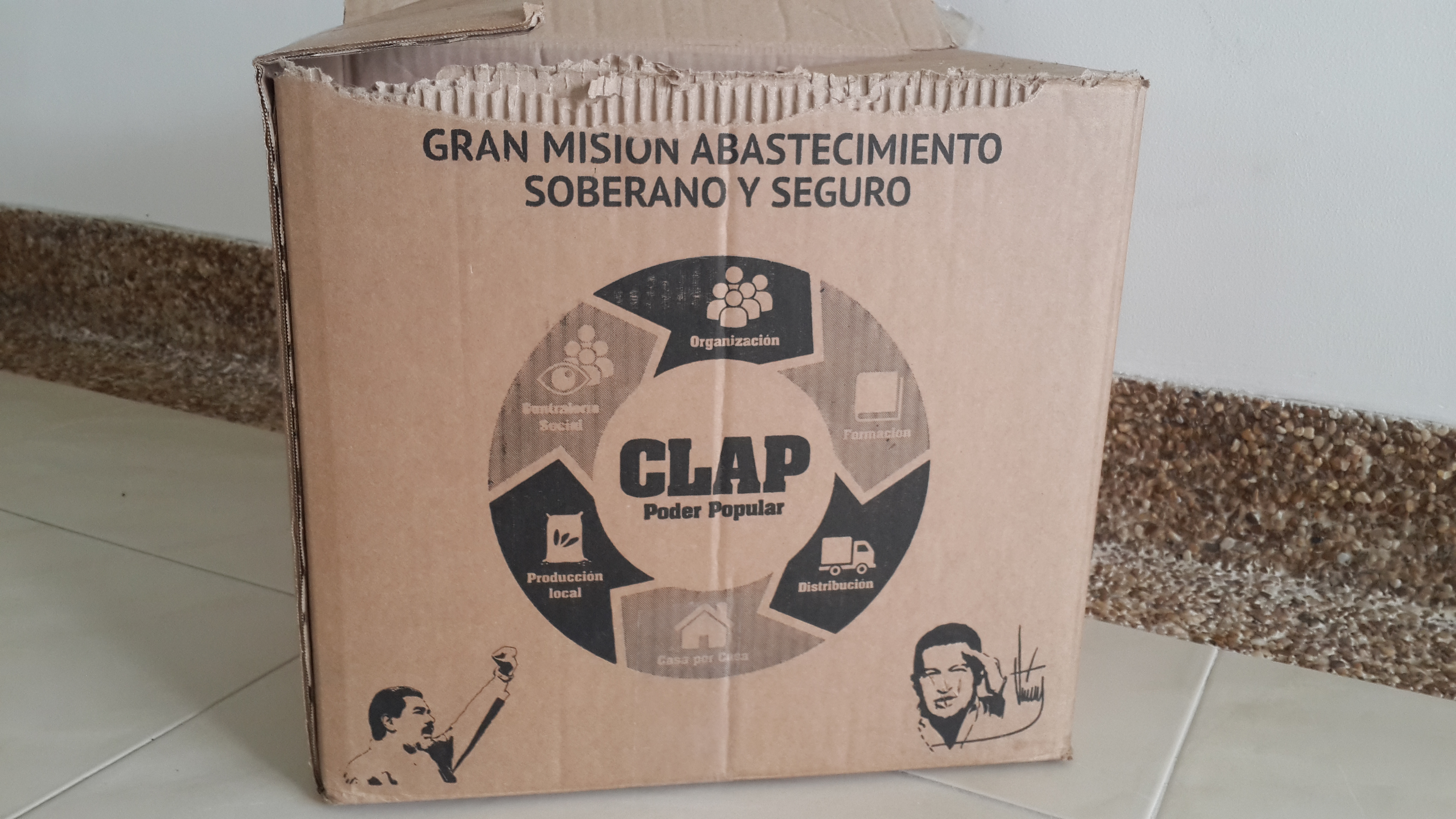
Uma caixa de alimentos fornecida pelo CLAP, com o fornecedor recebendo fundos do governo, de propriedade do Presidente Nicolás Maduro.

Luisa Ortega Díaz, Procuradora Geral da Venezuela de 2007 a 2017, revelou que o Presidente Maduro estava lucrando com a crise alimentar. Os CLAPs firmaram contratos com o Group Grand Limited, um grupo de propriedade de Maduro por meio de representantes, Rodolfo Reyes, Álvaro Uguedo Vargas e Alex Saab. O Group Grand Limited, uma entidade mexicana de propriedade de Maduro, vendia alimentos ao CLAP e recebia fundos do governo.
Em 19 de abril de 2018, após uma reunião multilateral entre mais de uma dúzia de países europeus e latino-americanos, funcionários do Departamento do Tesouro dos Estados Unidos afirmaram ter colaborado com autoridades colombianas para investigar programas de importação corruptos da administração Maduro, incluindo os CLAP, explicando que os funcionários venezuelanos embolsaram 70% dos recursos destinados aos programas de importação destinados a aliviar a fome na Venezuela. Um mês depois, em 17 de maio de 2018, o governo colombiano apreendeu 25.200 caixas de CLAP contendo cerca de 400 toneladas de alimentos em decomposição, que estavam destinados a serem distribuídos ao público venezuelano. O governo colombiano afirmou que estava investigando empresas de fachada e lavagem de dinheiro relacionadas às operações dos CLAP, alegando que o carregamento seria utilizado para comprar votos durante a eleição presidencial venezuelana de 2018.

### Lista Tascón
A Lista Tascón é uma lista com milhões de assinaturas de venezuelanos que, em 2003 e 2004, assinaram uma petição pelo revogação do Presidente da Venezuela, Hugo Chávez, uma petição que acabou levando ao referendo de revogação venezuelano de 2004, no qual a revogação foi rejeitada. A lista, publicada online pelo membro da Assembleia Nacional, Luis Tascón, é usada pelo governo venezuelano para discriminar aqueles que assinaram contra Chávez. A lista tornou o “sectarismo oficial”, com os venezuelanos que assinaram contra Chávez sendo negados empregos, benefícios, documentos e sob ameaça de assédio.

### Opinião da polícia
Durante o início do envio de ajuda humanitária a 2019 para a Venezuela, o governo supostamente preparou uma campanha para forçar policiais e militares a assinarem uma carta aberta recusando a intervenção militar na Venezuela em 10 de janeiro. Um grupo de policiais do Município Mariño, Nueva Esparta do Estado de Nueva Esparta que se recusou a assinar o documento foi preso. Centenas de funcionários do canal de televisão público TVes supostamente foram demitidos por se recusarem a assinar a carta. Em 17 de fevereiro, dois membros da Guarda Nacional foram detidos por se recusarem a assinar o livro “Mãos para Longe da Venezuela” e por expressarem sua concordância com a entrada da ajuda humanitária.

## Nepotismo
Sob os presidentes Chávez e Maduro, o nepotismo aumentou dentro do governo venezuelano.
O Presidente Nicolás Maduro e sua esposa Cilia Flores foram acusados de nepotismo, com indivíduos alegando que vários de seus parentes próximos se tornaram empregados da Assembleia Nacional quando ela foi eleita deputada. De acordo com o jornal venezuelano Tal Cual, 16 parentes de Flores estavam em um escritório enquanto ela estava na Assembleia Nacional. Em 2012, parentes de Flores foram removidos de seus cargos. Contudo, parentes que foram removidos encontraram outras ocupações no governo um ano depois. O filho do Presidente Maduro, Nicolás Maduro Guerra, e outros parentes também foram citados como exemplos de suposto nepotismo.
Segundo The Atlantic, Diosdado Cabello recompensa generosamente amigos e até ajuda a preencher cargos governamentais com membros de sua própria família. Sua esposa é membro da Assembleia Nacional, seu irmão está à frente da autoridade tributária do país, e sua irmã é delegada venezuelana nas Nações Unidas.

## Poderes do governo

### Sistema legislativo
No relatório de corrupção de 2013 da Transparência Internacional, 66% dos entrevistados venezuelanos acreditavam que o sistema legislativo era corrupto na Venezuela. De acordo com um relatório de 2014 da Rede Latino-Americana para a Transparência Legislativa, o poder legislativo da Venezuela, a Assembleia Nacional, foi classificado com 21% de transparência, o menos transparente da América Latina.

### Sistema judiciário
O sistema judiciário da Venezuela foi considerado o mais corrupto do mundo pela Transparência Internacional. A Human Rights Watch acusa Hugo Chávez e seus aliados de assumirem o controle da Suprema Corte em 2004, preenchendo-a com apoiadores e implementando novas medidas que permitiam ao governo dispensar juízes da corte. Em 2010, legisladores do partido de Chávez nomearam 9 juízes permanentes e 32 suplentes, entre os quais estavam vários aliados. A HRW teme que os juízes possam sofrer represálias se decidirem contra os interesses do governo.
Em dezembro de 2014, o jornal de esquerda moderada El Espectador afirmou, em um artigo sobre as acusações contra María Corina Machado, que as ações penais na Venezuela seguem um “roteiro familiar”, afirmando que “[o] poder executivo primeiro lança publicamente acusações contra um político da oposição, os promotores estaduais em seguida compilam as acusações formais, e todo o processo é, por fim, confirmado pela Suprema Corte”.

#### Opinião pública
Em uma pesquisa Gallup de 2014, 61% dos venezuelanos não confiavam no sistema judiciário. De acordo com o Índice de Estado de Direito 2015 do World Justice Project, o sistema de justiça da Venezuela ficou classificado como o terceiro de baixo no mundo, enquanto seu sistema de justiça criminal foi classificado como o pior do mundo, conforme pesquisas. O Índice de Estado de Direito 2015 também mostrou que 79% dos venezuelanos acreditavam que havia corrupção no sistema judiciário, com 95% acreditando que havia influência indevida do governo bolivariano na justiça civil e 100% acreditando que havia influência indevida na justiça criminal.

## Autoridades

### Polícia
A corrupção na Venezuela inclui a corrupção generalizada na força policial. Criminologistas e especialistas afirmaram que os baixos salários e a falta de supervisão policial são atribuídos à corrupção policial. Muitas vítimas têm medo de denunciar crimes à polícia porque muitos policiais estão envolvidos com criminosos e podem causar ainda mais danos às vítimas. A Human Rights Watch relatou que “a polícia comete um em cada cinco crimes” e que milhares de pessoas foram mortas por policiais agindo impunemente; apenas 3% dos policiais foram processados em casos contra eles. A força policial metropolitana em Caracas era tão corrupta que foi desmembrada e até acusada de ajudar em muitos dos 17.000 sequestros.